# Synagoga Szmula Herszberga i Kadeta Gilwana w Łodzi
Synagoga Szmula Herszberga i Kadeta Gilwana w Łodzi – prywatny dom modlitwy znajdujący się w Łodzi przy ulicy Piotrkowskiej 81.
Synagoga została założona w 1898 roku z inicjatywy Szmula Herszberga i Kadeta Gilwana. Mogła ona pomieścić 50 osób. Podczas II wojny światowej hitlerowcy zdewastowali synagogę.  